# Contra Sainte-Beuve

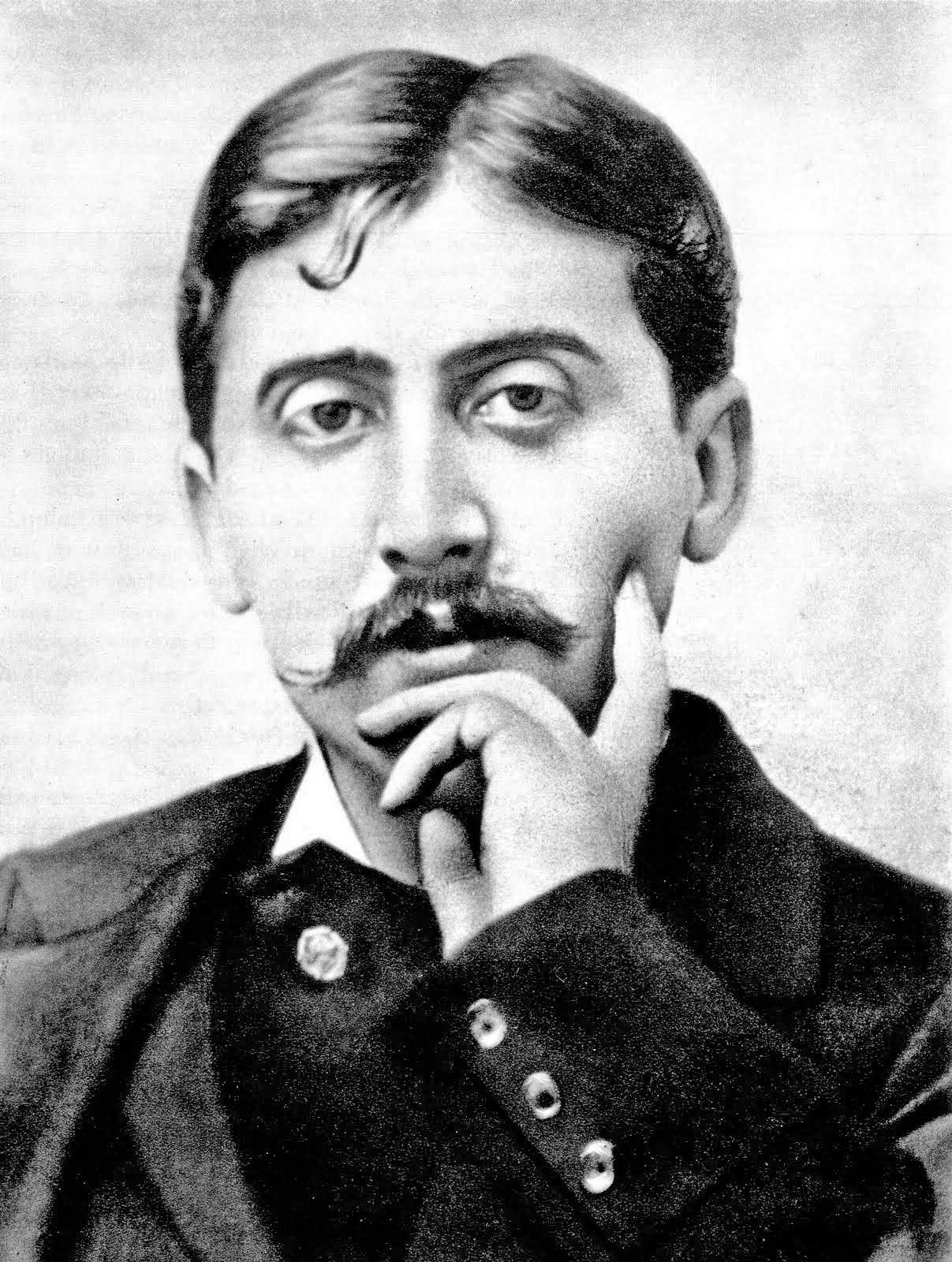
Retrat de Marcel Proust

Contra Sainte-Beuve. Records d'una matinada (francès: Contre Sainte-Beuve. Souvenirs d'une matinée), és un projecte narratiu i assagístic, que Marcel Proust va redactar entre l'hivern de 1908 i la tardor de 1909, i que va restar inèdit en vida de l'autor. Està consagrat a autors que admirava, tot fent-ne una crítica. Entre els escriptors del volum, figuren Gérard de Nerval, Baudelaire, Honoré de Balzac i Flaubert. Tot analitzant l'obra d'aquests escriptors, Proust ataca el crític de mitjans del segle xix Charles Augustin Sainte-Beuve (Boulogne-sur-Mer, 23 de desembre de 1804 - París, 13 d'octubre de 1869), juntament amb el seu mètode crític, segons el qual l'obra d'un escriptor és en primer lloc reflex de la seva vida i, per tant, l'obra literària es pot explicar a partir de la biografia de qui l'ha produïda. Els fonaments crítics d'aquest mètode són la suposada possibilitat de trobar la intenció poètica de l'autor (intencionisme) i una reducció a les seves qualitats personals (biografisme), ideologia crítica que Proust no considerava correcta. Marcel Proust exigia una crítica formalista, una anàlisi estilística, desproveïda d'elements que fossin exteriors a l'obra. "L'home que fa versos i el que conversa en un saló no són la mateixa persona." Encara que Sainte-Beuve es trobés entre els primers que valoraren el talent de Flaubert, Proust li retreia d'haver passat per alt, o fins i tot condemnat, poetes de la importància de Nerval o Baudelaire.
Mitjançant la crítica al mètode de Sainte-Beuve, la mateixa poètica de Proust esdevé explícita per via negativa. Es pot considerar la seva novel·la A la recerca del temps perdut (À la recherche du temps perdu) com la realització sistemàtica i desenvolupada de les idees poètiques que havia expressat en aquests assaigs. El mètode positivista de Sainte-Beuve va rebre crítiques posteriors per part de l'escola formalista russa, Ernst Robert Curtius o Leo Spitzer.

## Edicions
- 1954: A càrrec de Bernard de Fallois.[2]

- 1971: A càrrec de Pierre Clarac.[2]

- 1997: A càrrec de Mariolina Bongiovanni Bertini[2] (Gegen Sainte-Beuve, traducció a l'alemany de Helmut Scheffel).[3]

### Edició en català
- 2005: Edició a càrrec Antoni Marí i Manel Pla; traducció de Manel Pla.